# La Serena Zoo
La Serena Zoo es un zoológico privado ubicado en la Región de Coquimbo y fundado en el año 2006. Ubicado en el sector de El Hinojal,  en la ruta que lleva desde La Serena al Valle del Elqui. Además del zoológico, La Serena Zoo cuenta con zona de pícnic, quincho, parrillas y piscinas.

## Historia
La Serena Zoo fue fundado en 2006 por don Erwin Vernal. Cuenta con 150 especies.

## Animales

### Zona Africana
- León
- Suricata
- Cebra común
- Puercoespín africano
- Avestruz
- Oveja de Somalía
- Mono verde
- Papion sagrado
- Caracal
- Turaco de Guinea
- Mono patas

### Zona Australiana
- Emú
- Cacatúa de moño amarillo
- Cata australiana
- Rosella

### Zona Europea/Asiática
- Tigre blanco
- Zorro rojo
- Oso pardo
- Pato mandarín
- Faisán dorado
- Grulla damisela
- Pavo real
- Búfalo de agua

### Zona Americana
- Mono Capuchino
- Iguana verde
- Ocelote
- Mara
- Capibara
- Guacamayo azulamarillo
- Kinkaju
- Ñandú
- Guacamayo rojo
- Coscoroba
- Pantera negra
- Tucán toco

### Zona Chilena
- Puma
- Bandurria
- Cabra de Juan Fernández
- Alpaca
- Flamenco chileno
- Choroy
- Aguilucho común

### Animales de Granja
- Conejo común

### Acuario
- Pez león
- Tiburón nodriza
- Tiburón punta blanca
- Pez cirujano azul